# Legionnaire (película)
Legionnaire es una película de 1998 dirigida por Peter MacDonald y protagonizada por Jean-Claude Van Damme como un boxeador de la década de 1920 quien gana una pelea luego de haber sido arreglada con gánsteres para que la perdiera, luego huye para unirse a la Legión Extranjera Francesa. El reparto incluye a Adewale Akinnuoye-Agbaje, Steven Berkoff, Nicholas Farrell y Jim Carter. Fue filmado en Uarzazat, Marruecos.

## Sinopsis
En Marsella en 1924, Alain Lefevre es un boxeador de renombre. Alain acepta una propuesta de Lucien Galgani, jefe de la mafia local, quien le pide que pierda una próxima pelea en el segundo asalto ante un boxeador de su nómina. Lleno de remordimientos y desafiado por su oponente, Alain finalmente decide ignorar el trato y vence en la pelea. Mientras intenta escapar a Estados Unidos, se ve obligado a matar al hermano menor del mafioso Galgani mientras este le perseguía. En el enfrentamiento el hermano de Alain muere y su exnovia Katrina es secuestrada.
Perseguido, Alain encuentra refugio en el cuartel de la Legión Extranjera Francesa y decide registrarse allí para tratar escapar de sus atacantes. Por tanto, tendrá que afrontar el entrenamiento más feroz y difícil para terminar en una misión en medio del desierto del Sahara en Marruecos. Luego se le envía a un fuerte militar asediado por rebeldes del Rif liderados por Abd el-Krim.
Mientras tanto, en Marsella, la mafia logra encontrar su rastro y envían hombres a buscarlo y matarlo. Por lo tanto, Alain tendrá que enfrentarse a múltiples peligros en un país ya de por sí inseguro por la guerra colonial que padece.

## Reparto
| Actor                    | Personaje                                       |
| ------------------------ | ----------------------------------------------- |
| Jean-Claude Van Damme    | Alain Lefèvre (nombre de guerra: Alain Duchamp) |
| Adewale Akinnuoye-Agbaje | Luther                                          |
| Steven Berkoff           | Sgt. Steinkampf                                 |
| Nicholas Farrell         | Mayor Mackintosh                                |
| Jim Carter               | Lucien Galgani                                  |
| Ana Sofrenovic           | Katrina                                         |
| Daniel Caltagirone       | Guido Rosetti                                   |
| Joseph Long              | Maxim                                           |
| Mario Kalli              | René Galgani                                    |
| Joe Montana              | Julot                                           |
| Kim Romer                | Capt. Rousselot                                 |
| Anders Peter Bro         | Ten. Chathier                                   |
| Paul Kynman              | Rolf Bruner                                     |
| Vincent Pickering        | Viktor                                          |
| Takis Triggelis          | Cabo Metz                                       |
| Tom Delmar               | Cabo Legros                                     |
| Kamel Krifa              | Mohamed Ibn Abdelkrim El-Khattabi / Abd-El Krim |